# Homarus
'''Homarus''' é um género de crustáceos decápodes marinhos, conhecidos pelo nome comum de lavagantes, que inclui duas espécies (Homarus gammarus, o lavagante-europeu; e Homarus americanus, o lavagante-americano). Estes crustáceos atingem grandes dimensões e são pescados nas águas costeiras do Atlântico Norte.

## Descrição
São parecidos com as lagostas, mas têm antenas mais curtas, o primeiro par de patas transformado em grandes pinças e distinguem-se principalmente pela cor: a espécie da América do Norte é azul-escura, enquanto que a europeia é avermelhada.